# Jonathan Wale
Jonathan Wale (* 15. Juni 1991 in Edinburgh) ist ein schottischer Radsportler, der Rennen auf der Bahn bestreitet.

## Sportliche Laufbahn
Jonathan Wale startete für das unabhängige Team KGF, dass sich um Harry und Charlie Tanfield gebildet hatte. 2017 wurde er mit  Charlie Tanfield, Jacob Tipper und Daniel Bigham britischer Meister in der Mannschaftsverfolgung. Der Erfolg kam überraschend, da die Sportler nicht zum olympischen Bahn-Programm von British Cycling gehörten.
2018 nahm Wale an den Commonwealth Games in Australien teil und belegte Rang fünf im 1000-Meter-Zeitfahren. Im selben Jahr siegte er bei Bahnrad-Weltcups bei zwei Läufen in der Mannschaftsverfolgung. 2019 wurde er mit John Archibald, Charlie Tanfield und Daniel Bigham ein weiteres Mal britischer Meister in der Mannschaftsverfolgung. Im Jahr darauf errang er im 1000-Meter-Zeitfahren seinen ersten nationalen Einzeltitel, 2022 ein weiteres Mal.

## Berufliches
Jonathan Wale studiert Psychologie an der Loughborough University (Stand 2018). Er selbst leidet unter einer bipolaren Störung. Die Edinburgh Evenings News bezeichnete ihn als „maverick’s maverick“ („Einzelgänger des Einzelgängers“).

## Erfolge

### Bahn
2017
- Britischer Meister – Mannschaftsverfolgung (mit Charlie Tanfield, Jacob Tipper und Daniel Bigham)

2018
- Bahn-Weltcup in Minsk – Mannschaftsverfolgung (mit Daniel Bigham, Charlie Tanfield und Harry Tanfield)
- Bahn-Weltcup in London – Mannschaftsverfolgung (mit Daniel Bigham, John Archibald und Ashton Lambie)

2019
- Britischer Meister – Mannschaftsverfolgung (mit John Archibald, Charlie Tanfield und Daniel Bigham)

2020
- Britischer Meister – 1000-Meter-Zeitfahren

2022
- Britischer Meister – 1000-Meter-Zeitfahren